# بوابة أغوغلان
بوابة أغوغلان (بالأذرية:  Ağoğlan qapısı) - هي إحدى البوابات الأربعة الرئيسية لقلعة شوشا وتقع على الجانب الغربي من القلعة. البوابتين الأخرين للقلعة هما كنجه وإرافان.

## وصف
خضعت القلعة والمدينة لسيطرة جمهورية أرتساخ الانفصالية في 8 مايو 1992م. تخضع القلعة والمدينة تحت سيطرة أذربيجان منذ 8 نوفمبر 2020م، بعد معارك دامت ثلاثة أيام.
وفقا لتقاليد العصور الوسطى للبناء الحضري في فترة الخانات، بُنيت جدران قلعة شوشا بأربعة أبواب: كانت البوابة الرئيسية في اتجاه الشمال، باتجاه الطريق المؤدي إلى غانجا، وبالتالي سميت بوابة غانجا، وكانت البوابة الغربية موجهة إلى المناطق الغربية،
بما في ذلك خانات إريفان، وبالتالي كانت تسمى بوابة إيرافان، وفُتحت البوابتان الأخريان للقرى الجبلية المحيطة. الطريق من بوابات القلعة، التي بنيت في عهد باناه علي خان ربط مدينة شوشا بقريتي شوشاكند ومختار وامتد إلى قلعة أغوغلان.
في جميع مصادر اللغة الروسية في القرن التاسع عشر، ذُكرت البوابة الجنوبية للمدينة باسم بوابة أغوغلان.[بحاجة لمصدر] في القرن التاسع عشر، في الجزء السفلي من القلعة، عند البوابة الشرقية، تم بناء سجن شوشا.